# Eleccions municipals de 2003 a Tortosa
Les eleccions municipals de 2003 a Tortosa van ser unes eleccions locals que es van celebrar el diumenge 25 de maig de 2003 a Tortosa, al Baix Ebre, com a part de les eleccions municipals espanyoles. Es van triar els 21 regidors de l'Ajuntament de Tortosa.

## Sistema electoral
Les eleccions als ajuntaments de l'Estat espanyol estan fixades per celebrar-se el quart diumenge de maig cada quatre anys. El sistema electoral fa servir la regla D'Hondt amb representació proporcional, llistes tancades i una barrera electoral del 5% dels vots vàlids, que inclou els vots en blanc. La votació per a l'assemblea local es basa en el sufragi universal.
En les eleccions municipals, la circumscripció electoral és el municipi i el nombre d'escons (o sigui, regidors) a triar del municipi es determina en funció del nombre d'habitants censats en aquest municipi. En el cas de Tortosa, en tenir 24.022 persones censades, l'hi correspon 21 regidors.

## Candidatures
El 29 d'abril del mateix any, la Junta Electoral de Zona de Tortosa va proclamar set candidatures del municipi de Tortosa en el Butlletí Oficial de la Província de Tarragona.
| Partit polític | Partit polític                                             | Cap de llista | Llista de candidats |
| -------------- | ---------------------------------------------------------- | ------------- | ------------------- |
|                | Partit dels Socialistes de Catalunya (PSC-PM)              |               | Llista              |
|                | Convergència i Unió (CiU)                                  |               | Llista              |
|                | Partit Popular Català (PP)                                 |               | Llista              |
|                | Federació d'Independents de Catalunya (IPE-FIC)            |               | Llista              |
|                | Esquerra Republicana de Catalunya-Acord Municipal (ERC-AM) |               | Llista              |
|                | IC Verds-EA-Unitat Terres l'Ebre Priorat-EPM (IC-UPTEP)    |               | Llista              |
|                | Unió dels Pobles de l'Ebre (UPE)                           |               | Llista              |

## Jornada electoral

### Constitució de les meses
En aquell moment, Tortosa tenia una població de 30.431 habitants, dels quals 24.022 persones van ser cridades a votar en alguna de les 40 meses que es van constituir al municipi.

### Participació
La participació en aquestes eleccions va ser de 64,7%, el qual cosa implica que un total de 15.541 ciutadans del municipi van decidir exercir el seu dret a vot. Comparant aquesta participació amb la mitjana catalana, Tortosa va registrar una xifra més alta, situant-se en 3,2 punts percentuals per sobre.
A continuació, es presenta una taula amb els percentatges de participació registrats a diferents hores del dia de les eleccions:
| Hores              | Tortosa        |
| ------------------ | -------------- |
| Participació (14h) | 35,5% ( 2,4%)  |
| Participació (18h) | 50,2% ( 4,1%)  |
| Participació (20h) | 64,7% ( 18,5%) |